# Şıra

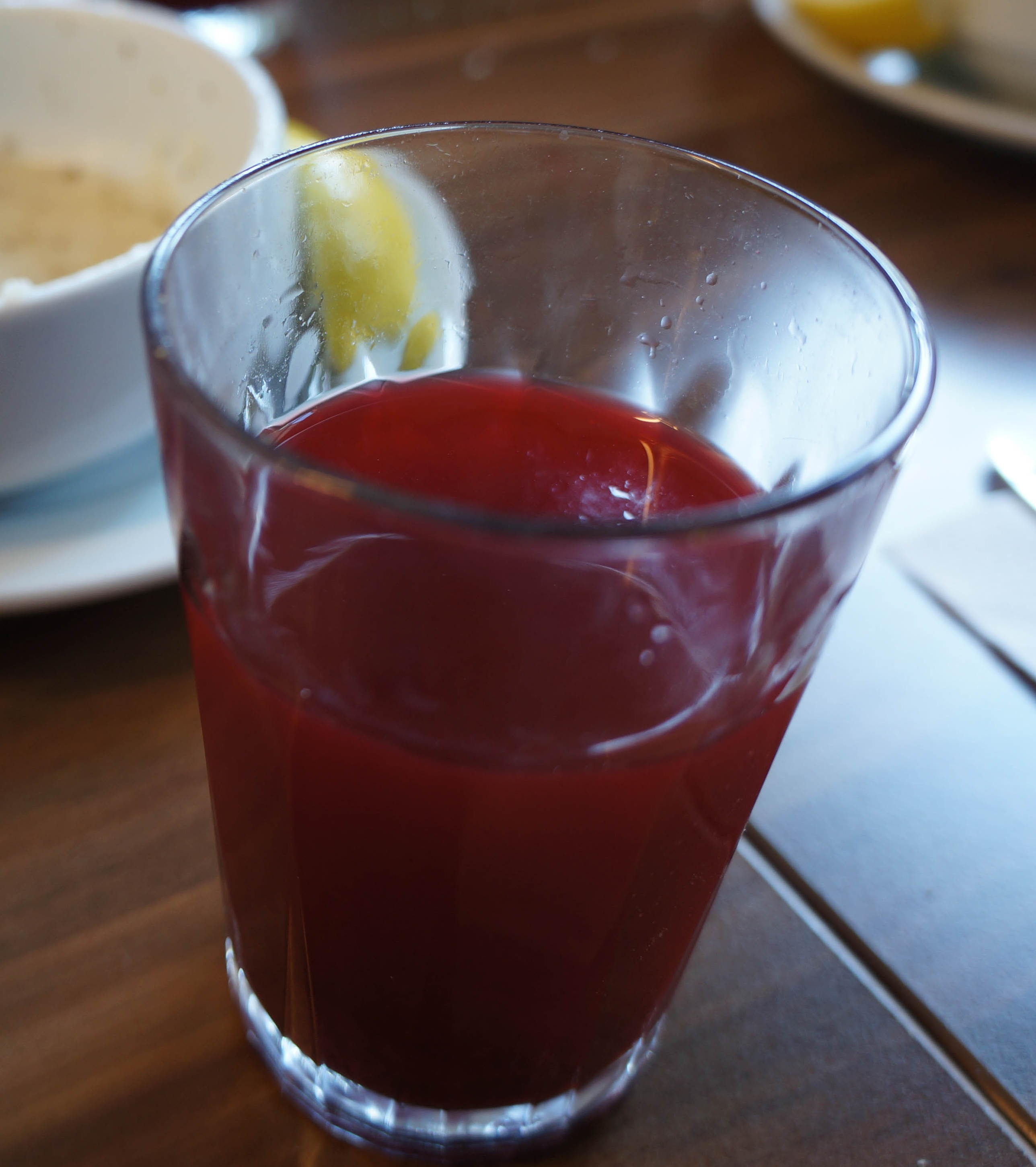
Un verre de şıra.

Le şıra est une boisson turque non alcoolisée faite à partir de jus de raisin légèrement fermenté. Son goût sucré est dû à sa haute teneur en fructose. Il est le plus souvent servi avec le Iskender Kebap. Il existe une autre version aromatisée du şıra appelée hardaliye.

## Référence
- (en) Cet article est partiellement ou en totalité issu de l’article de Wikipédia en anglais intitulé « Şıra » (voir la liste des auteurs).